# سخره، سوات
سخره (به انگلیسی: Sakhra) یک منطقهٔ مسکونی در پاکستان است که در خیبر پختونخوا واقع شده‌است.